# Štefanovce (district de Vranov nad Topľou)
Pour les articles homonymes, voir Štefanovce.
Štefanovce est un village de Slovaquie situé dans la région de Prešov.

## Histoire
Première mention écrite du village en 1473.

## Démographie

### Évolution de la population
| Année:               | 1994. | 2004.   | 2014.   | 2024.    |
| -------------------- | ----- | ------- | ------- | -------- |
| Nombre de personnes: | 109   | 110     | 113     | 86       |
| Différence:          |       | +0,91 % | +2,72 % | -23,89 % |

| Année:               | 2023. | 2024.   |
| -------------------- | ----- | ------- |
| Nombre de personnes: | 94    | 86      |
| Différence:          |       | -8,51 % |